# Oscar Julio Shuberoff
Oscar Julio Shuberoff (1944-¿Buenos Aires?, 19 de julio de 2010) fue un contador y dirigente universitario que fue rector de la Universidad de Buenos Aires (UBA) entre 1986 y 2002.

## Biografía
Shuberoff se recibió de Contador en la Universidad de Buenos Aires y fue profesor de Ciencias Económicas. Fue miembro del Consejo Directivo, como estudiante de su Facultad, entre 1964 y 66, Secretario General de la Federación Argentina de Graduados en Ciencias Económicas, vicepresidente del Colegio de graduados de esa carrera y titular del instituto de Administración de la Federación Argentina de Graduados.  
Fue decano normalizador de esa Facultad. Asumió como rector y condujo la UBA entre 1986 y 2002. Fue investigado en el expediente Nº13.293/00- por varios inmuebles en los EE. UU., en el Estado de Virginia, además de tarjetas de crédito y cuentas bancarias en el exterior, que el titular de la UBA no declaró ante Oficina Nacional de Ética Pública ni ante la Oficina Anticorrupción (OA).Investigaciones que habrían revelado que Shuberoff era dueño de al menos siete propiedades -valuadas entre 121.999 y 172.000 dólares cada una.
A fines de 2000 el doctor Juan Antonio Mazzei, exdirector del Hospital de Clínicas acusó a Shuberoff de presunto incumplimiento de los deberes de funcionario público, malversación de caudales públicos y organizador de una asociación ilícita. Según figura en el escrito, hubo una supuesta "interferencia indebida" de Shuberoff en favor de Cibermédica Datatech, la empresa a cargo de la facturación del Hospital de Clínicas, Mazzei señaló que descubrió un mal manejo del personal -incluyendo el pago de sueldos a "ñoquis". Junto a una lista de presuntas irregularidades denunciadas. Auditoría General de la Nación (AGN), que emitió en 1995 un duro dictamen donde afirmó que faltaron controles y registros por $ 117,9 millones, correspondientes a 1995, cuestionando el desorden administrativo de la Universidad, la violación a la ley penal tributaria y la dilapidación de los recursos. En 2000 generó una nueva controversia cuando intervino el Hospital de Clínicas y  desplazó al  director del Hospital de Clínicas Juan Mazzei, quien había llegado por concurso, Mazzei criticó la intervención. "Nunca en la historia, ni siquiera en regímenes autoritarios" se tomó una decisión similar, dijo. Mazzei atribuyó la crisis en el hospital a la "politización" de la UBA. Apuntó contra la agrupación estudiantil Franja Morada.
Durante su gestión, Shuberoff respaldó a la agrupación universitaria del radicalismo, Franja Morada, por la cual se lo investigó por el desvío de dinero público para dicha agrupación política.
Fue derrotado en abril de 2002 en una accidentada Asamblea donde la mayoría de los consejeros votó al exdecano de Medicina, Guillermo Jaim Etcheverry. En 2007, cuando iba a ser sometido a juicio por "omisión maliciosa", resultó sobreseído porque la lentitud del trámite judicial prescribió la causa relacionadas con la compra de inmuebles en Estados Unidos y en Aruba, en Antillas. Según la OA, Shuberoff tenía a su nombre nueve viviendas por un valor superior a 1,5 millón de dólares. En mayo de 2003 
Oscar Shuberoff fue procesado esta tarde por la omisión en su declaración jurada de propiedades en los Estados Unidos valuadas en 1.600.000 dólares por la justicia que también responsabilizó por la irregularidad a un exfuncionario de Cancillería de la época de la Alianza.
Falleció tras cuatro paros cardíacos sucesivos en el Hospital Alemán. Sus restos fueron velados en la Facultad de Ciencias Económicas.

## Libros
- Objetivos de la administración pública (1982).
- Organización, administración y dirección de empresas (1970).

| Predecesor: Francisco Delich | Rector de la UBA 1985-2002 | Sucesor: Guillermo Jaim Etcheverry |